# Chrysiída
Chrysiída (Chrysiida) är en ort i Grekland.   Den ligger i prefekturen Nomós Kerkýras och regionen Joniska öarna, i den västra delen av landet, 400 km nordväst om huvudstaden Aten. Chrysiída ligger 37 meter över havet och antalet invånare är 898. Den ligger på ön Korfu.
Terrängen runt Chrysiída är platt åt nordost, men åt sydväst är den kuperad. Havet är nära Chrysiída åt nordost. Närmaste större samhälle är Korfu, 3,9 km nordost om Chrysiída. 